# 龚嘴水库
龚嘴水库位于中国四川省乐山市峨边彝族自治县、沐川县、沙湾区三地交界处，是以发电为主，兼有防洪、拦沙等功能的大（二）型水库。
水库自1971年开始蓄水后，由于泥沙淤积严重，至2007年总库容即已减少66.46％。
龚嘴水电站是大渡河梯级水电开发的倒数第二级，其下游为已建成的铜街子水电站，上游为瀑布沟水电站、深溪沟水电站以及拟建的大岗山水电站、猴子岩水电站、双江口水电站、金川水电站、巴底水电站、沙坪水电站、枕头坝水电站、老鹰岩水电站。